# Káto Vérvena
Káto Vérvena (grec moderne : Κάτω Βέρβενα) est une localité située dans le dème de Cynourie-du-Nord, dans le district régional d'Arcadie, dans la périphérie du Péloponnèse, en Grèce.
Selon le recensement de 2021, elle compte 190 habitants.
Servant de lieu d'hivernage au village de Vérvena situé en montagne à plusieurs dizaines de kilomètres, il a pris le nom de ce dernier en 1984, s'appelant auparavant Téménion (du nom d'une cité antique), et avant 1929 Tseréni.

## Plage de Vérvena

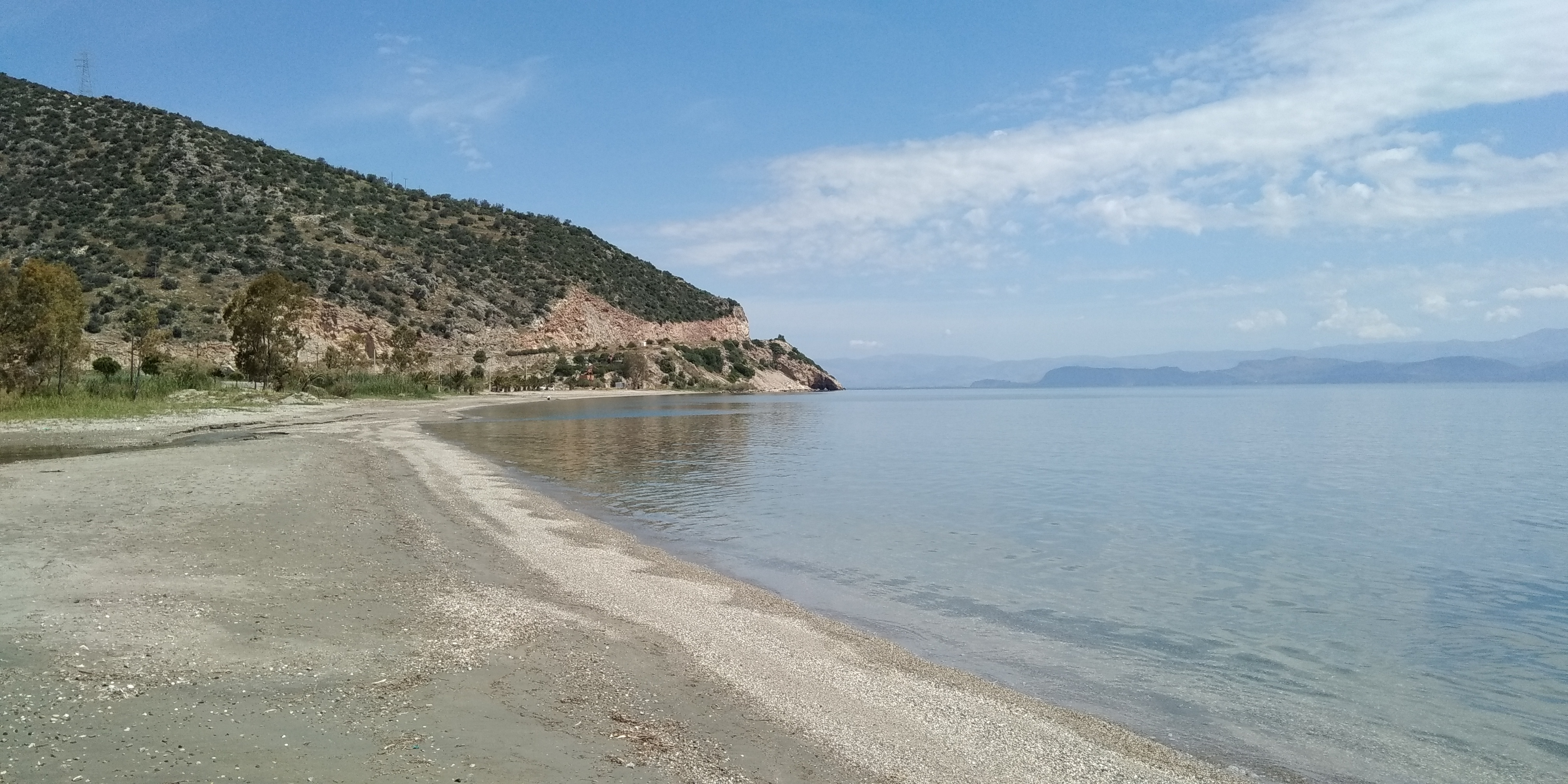
Vue de la plage de Vérvena.

La plage de Vérvena, également connue sous le nom de plage de Palióchano (grec moderne : Παραλία Παλιόχανο), est située à 2 kilometres à l'est du village